# Paul Koch (Anwalt)
Paul Koch (Anwalt) (* 23. Januar 1879 in Braunschweig; † 24. November 1959 ebenda) war ein deutscher Jurist.

## Leben
Als Sohn eines Bäckermeisters geboren, studierte Koch nach dem Besuch des Braunschweiger Gymnasiums Rechtswissenschaften in Jena. Während seines Studiums wurde er 1898 Mitglied der Burschenschaft Germania Jena. Nach Examen und Referendariat wurde er nach mehreren Stationen 1914 Amtsrichter in Braunschweig, 1917 Landrichter und 1919 Staatsanwalt. 1926 wurde er Landgerichtsrat und 1932 Braunschweiger Generalstaatsanwalt. Er gehörte seit 1920 der Deutschnationalen Volkspartei und trat dann zum 1. Mai 1933 der NSDAP bei (Mitgliedsnummer 2.799.367). Trotzdem wurde er als Generalstaatsanwalt entlassen, da er den Nationalsozialisten als nicht hart genug galt. Er wurde Landgerichtsdirektor am Landgericht Braunschweig, quittierte 1936 jedoch seinen Dienst.